# 北24条

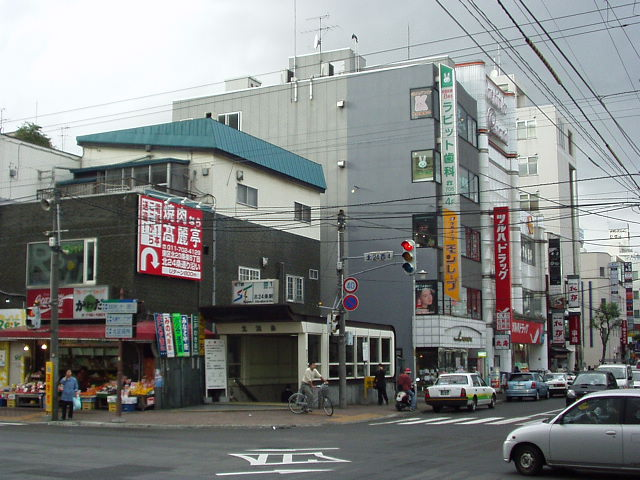
北24条駅の上の交差点

北24条（きたにじゅうよじょう/Kita-Nijuyo-Jo）は、北海道札幌市北区にある地名。基本的に北22条 - 北26条、西2丁目 - 西5丁目付近一帯のことをしめす。
飲食店を中心とした商業地区で、周辺はマンションや団地が多い。また、北区役所、北消防署、北警察署の官公署が集中している。
かつては「オリオン座」（1958年 - 1975年）「テアトル24」といった映画館も存在していた。

## 歴史
大正時代には札幌の市街地から程遠く、一面の草原が広がっていた。1927年、その一角に札幌飛行場が開設された。その後何回か拡張され、東京との定期便も運行されるが、1945年に進駐軍によって閉鎖された。
飛行場跡地は農地などとして利用されていたが、1948年頃から引揚者用に住宅が建てられ始める。1950年頃には小規模な飲食店街が形成された。
交通面では1952年に札幌市電が北24条まで延伸され急速に人口が増加した。市電の停留場では、毎朝乗り切れなかった乗客が長蛇の列をなしたという。なお市電はさらに新琴似駅前まで延伸されたが、地下鉄南北線の開業（1971年に北24条駅まで、1978年に麻生駅まで）にともなって廃止された。
地下鉄南北線の開業以降は、札幌第二の歓楽街として「北のすすきの」とも呼ばれた。
商業面では1957年に北24条駅近くに生鮮中央市場（北区北23西5）が開設された。生鮮中央市場は細長い木造2階建てだったが、1980年代半ばに鉄筋コンクリート5階建ての建物となった。生鮮中央市場は建物の改修工事が実施されるのに伴い、2022年12月31日で閉鎖されることになった。

## 交通機関
- 札幌市営地下鉄南北線北24条駅

バスターミナル併設

## 関連記事
- 麻生町 (札幌市)
- スナックバス江